# Calyptrocarya poeppigiana
Calyptrocarya poeppigiana är en halvgräsart som beskrevs av Carl Sigismund Kunth. Calyptrocarya poeppigiana ingår i släktet Calyptrocarya och familjen halvgräs. Inga underarter finns listade i Catalogue of Life.